# Negeri Dolok (Dolok Panribuan)
Negeri Dolok is een bestuurslaag in het regentschap Simalungun van de provincie Noord-Sumatra, Indonesië. Negeri Dolok telt 1434 inwoners (volkstelling 2010).